# Affaire Henri Martin
Pour les articles homonymes, voir Martin et Henri Martin.

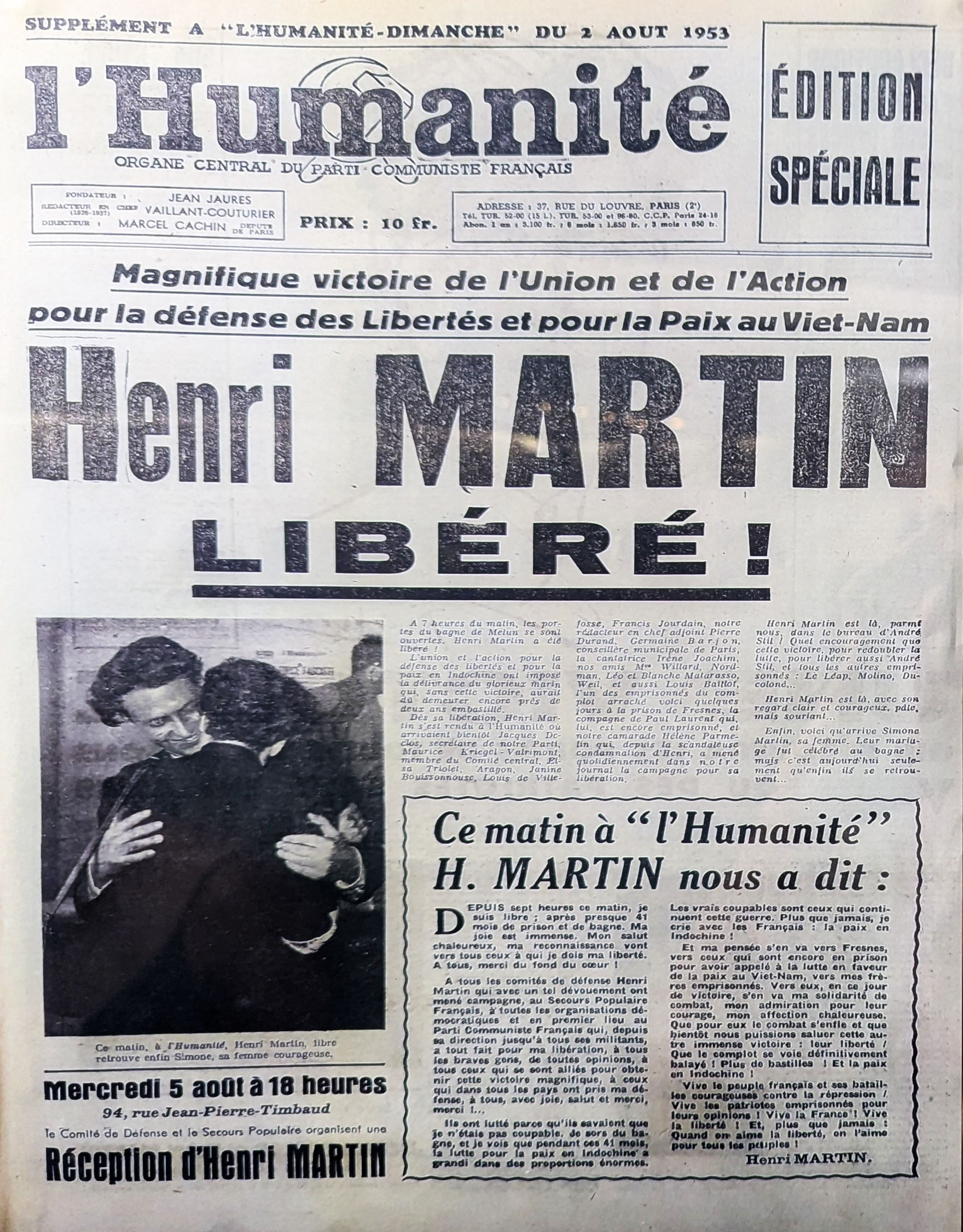
Une du Supplément à L'Humanité Dimanche du 2 août 1953, sur la libération d'Henri Martin

L'affaire Henri Martin est une affaire judiciaire qui s'est déroulée en France de 1949 à 1953, du nom d'Henri Martin, un jeune marin communiste, témoin oculaire du Bombardement de Haïphong, innocenté par le tribunal d'une accusation de sabotage du porte-avions Dixmude dans la rade de Toulon, mais condamné à cinq ans de prison pour avoir distribué à partir de 1949 des tracts témoignant contre la guerre d'Indochine et gracié après trois ans derrière les barreaux après une campagne dans l'opinion.
Dans ses mémoires, le président de la République Vincent Auriol a déploré que l'affaire cause « des ravages fous » chez les intellectuels. Selon plusieurs historiens, elle prend au PCF des proportions proches de l'affaire Dreyfus. L'appartenance d'Henri Martin au mouvement communiste, bien que non publique, ne fait guère de doute aux yeux des enquêteurs. À cette époque, de nombreux jeunes militants sont aussi emprisonnés pour des actions illégales contre la guerre d'Indochine, telle la jeune Raymonde Dien, mais, selon les historiens, l'affaire Henri Martin sort du lot en raison de la disproportion entre une simple activité politique, certes contraire au règlement militaire, et la condamnation à cinq années de réclusion.

## Déroulement

### Témoin du bombardement de Haïphong en novembre 1946
Henri Martin, marin à Toulon est envoyé en Indochine française, sur l'aviso Chevreuil en 1945, pour lutter contre l'occupant japonais. Mais le Japon est entre-temps désarmé et il découvre peu à peu que le gouvernement français fixe d'autres missions, imprévues, à la flotte française.
Le 23 novembre 1946, il est témoin du bombardement de Haïphong par la marine française. Il donne sa démission, qui est refusée, et il retourne à Toulon, où il se rapproche du Parti communiste français. Henri Martin reçoit en France deux promotions, la dernière en novembre 1949 et attend la fin de son contrat, prévu en mai 1950.

### Distribution de tracts aux autres marins de Toulon
Là, en liaison avec les communistes du Var, il envisage un travail d'information à destination des autres marines de l'arsenal de Toulon et distribue des tracts invitant à réclamer la cessation des hostilités en Indochine. Le premier tract est distribué à bord du porte-avions le 6 juillet 1949, signé par "un groupe de marins", et appelle à la fin de "La guerre injuste du Vietnam". Un deuxième, en août, est lui signé de l'UJRF et fait l'éloge de soldats qui à  Fréjus ont refusé de monter dans un train, suivi du slogan" plus un centime, plus un homme pour la sale guerre"} et un troisième estime que les marins ne "doivent pas mourir pour les banquiers et les planteurs" d'hévéa.
Henri Martin est arrêté par la police militaire le 14 mars 1950. six jours après le vote de la loi du 8 mars 1950 contre le sabotage et la démoralisation de l'armée. Les cinq autres marins arrêtés avec lui seront relâchés.

### Accusation de sabotage
Les accusations de sabotage commencent après l’enquête démarrée au retour du navire, le 20 avril 1950. Un autre marin, Charles Heimburger est à son tour arrêté et reconnait les faits de sabotage: il a jeté une poignée de meule émeri dans le bain d’huile de l’arbre porte-hélice du Dixmude. Puis il fait un lien avec la distribution de tracts du mois précédent. Charles Heimburger a été incorporé de force en septembre 1943 dans un bataillon anti-chars de la Wehrmacht près de Leipzig, avant de déserter en octobre 1944, en fuyant l’hôpital de Wroclaw (Pologne).

### Première campagne, lancée par André Marty
Roland Weyl, avocat du Secours populaire est en mission dans la région lors de l'arrestation et informé de cette arrestation et dès la mi-mars, une réunion locale est organisée, puis Pierre Eloire, secrétaire national du Secours populaire est rapidement envoyé sur place. Son nom apparait dans le journal La Défense, mensuel proche du PCF, le 28 avril. Début mai que le parallèle est tracé dans ce journak avec les marins de la Mer Noire, dont André Marty est le symbole: "l’action populaire les sortira de leur cellule comme il y a trente ans les
glorieux marins de la Mer Noire et les mutins de Calvi".
Le 14 juillet 1950, une bannière d'anciens marins de la Mer Noire appelle à la libération et l'un d'eux, André Marty, alors numéro trois du PCF écrit dans  L'Humanité du 20 juillet 1950, un article liant son histoire personnelle de mutin de la Mer Noire à celle d’Henri Martin,. La défense du mois d'août le présente comme le "digne continuateur des marins de la Mer Noire", allusion aux mutineries de la mer Noire, série de révoltes des troupes terrestres et maritimes au sein de l’escadre envoyées par le gouvernement français soutenir en 1919 les « forces blanches tsaristes » pendant la guerre civile russe, deux ans après la Révolution d'octobre 1917.
Des comités de soutien n'existent alors qu'à Marseille et Toulon. André Marty n'est suivi que deux mois après, en septembre 1950 par Maurice Thorez, numéro un du PCF, et c'est le gouvernement qui met l'affaire en avant, persuadé que le jeune marin communiste sera reconnu coupable de sabotage. Quelques jours avant le second procès, de juillet 1951, Louis de Villefosse demande à André Marty, chargé du dossier au PCF, si "on veut le faire acquitter, ou faire de l'agitation?" et Marty le rassure.

### Procès de Toulon en octobre 1950
Le procès s’ouvre à Toulon le 17 octobre 1950, devant le tribunal militaire composé d'officiers de marine. Henri Martin et Charles Heimburger sont tous deux doublement accusés: de complicité de sabotage et de participation à une entreprise de démoralisation de l’armée par distribution de tracts. Ses défenseurs sont l’avocat communiste toulonnais, Dominique Scarbonchi, et l’avocat communiste du Secours populaire, Paul Vienney.
Officier formé dans un milieu d'extrême droite ayant "viré à gauche", le capitaine de vaisseau en retraite Louis de Villefosse dépose en faveur d'Henri Martin, s'adressant aux membres du tribunal militaire, puis prendra les mois suivants "part avec ardeur à la campagne" en sa faveur.
Il est condamné le 20 octobre, à cinq ans de réclusion pour propagande hostile à la guerre d'Indochine. Le verdit fait "l'effet d'une bombe" et semble disproportionné. De "de plus en plus il apparait qu'il a été principalement poursuivi parce que communiste".

### Campagne de l'hiver 1950-1951
La campagne qui "démarre à l'hiver 1950-1951" s'appuie sur le verdict de Toulon, André Marty demande que la propagande mette l'accent sur le patriotisme de Martin et met en avant l'opposition du PCF à tout acte de sabotage. Il souhaite que 80% des comités de soutien soient dirigés par des non-communistes
Henri Martin devient alors le symbole de la « lutte du peuple français contre la sale guerre d'Indochine ». Des comités de défense se forment, à l'initiative du Parti communiste français et de personnalités du monde politique ou intellectuel : Jean-Marie Domenach et la revue Esprit, Jean Cocteau.
Jean-Paul Sartre publie en octobre 1953, le livre L'Affaire Henri Martin. La journaliste Hélène Parmelin écrit une chronique quotidienne dans L'Humanité pour demander sa libération. La campagne contre sa condamnation est d'une grande ampleur : meetings, débrayages, brochures à grand tirage. Le jugement est cassé le 19 mai 1951 puis confirmé le 19 juillet suivant,. Incarcéré à la prison de Melun, Henri Martin se marie à la fin de l'année et n'est libéré que le 2 août 1953.

### Campagne de l'hiver 1951-1952
Le 7 novembre 1951, nouveau rebondissement émanant du préfet de police de Paris: il donne l'ordre de décrocher au Salon d'automne sept tableaux dont un baptisé Henri Martin. Le même mois, la pièce est interdite en Seine-Maritime
À Lyon, un buste d'Henri Martin réalisé par le sculpteur lyonnais Georges Salendre est brisé par des activistes favorable à la guerre d'Indochine. Puis le 21 décembre une circulaire aux préfets suggère que la représentation de "Drame à Toulon" soit interdite chaque fois qu'ils estimeraient que l'ordre public est susceptible d'être troublé. Entre-temps, le 21 novembre 1951 est organisé un meeting à la Mutualité sous la présidence de l'écrivain Louis Aragon pour créer un nouveau comité de soutien.
Le 25 décembre 1951, l'acteur Gérard Philippe s'implique en faveur du détenu. Deux articles paraissent dans la revue catholique Esprit en janvier 1952, celles de et Louis de Villefosse.
En janvier 1952 aussi, une tribune d'intellectuels est publiée dans la presse. Contacté par Claude Roy et Jean Chaintron, Jean-Paul Sartre signe une demande en grâce au président de la République Vincent Auriol et accepte de collaborer à un ouvrage collectif visant à la totale réhabilitation du condamné, ce qui joue "un rôle majeur dans le rapprochement de Sartre avec le PCF". Le philosophe prend alors le temps de mettre "le nez dans cette histoire", et l'ouvrage, long de 292 pages, inclura une relation des faits par le capitaine Louis de Villefosse. La lettre de demande de grâce est rédigée par Claude Roy, et portée à l'Élysée par Sartre en janvier. L'entrevue de Sartre avec Auriol avait été évoquée juste après par Sartre à l'hebdomadaire Action du 24 janvier 1952, dans une interview titrée « Il faut rétablir la justice ».
Louis de Villefosse demande alors aux rédactions communistes de cesser les attaques personnelles contre Sartre, puis découvre que L'Humanité et Les Lettres françaises ont continué, provoquant sa "surprise" et son "irritation" contre les signataires des nouveaux articles à qui il reproche d'écrire le "contraire" de ce qu'ils pensent et de ce qui a été compromis, sans vraiment les croire lorsqu'ils répondent que l'ordre serait venu d'André Marty, après l'exclusion de ce dernier. L'hebdomadaire Action, lié au mouvement de la paix et proche du PCF disparait en mai 1952. François Fonvieille-Alquier (1915-2003), l'un des leaders du journal, ex-directeur du journal L'Écho du Centre et premier adjoint au maire de Limoges, était un ami personnel de Georges Guingouin[réf. nécessaire] et le PCF ne souhaite pas conserver cet hebdomadaire, dans lequel écrivent des intellectuels soupçonnés de n'être pas fidèles à sa ligne politique prosoviétique.

### Second procès à Brest en juillet 1951
En juillet 1951, lors du second procès à Brest, Henri Martin est à nouveau innocenté de l'accusation de sabotage mais il est aussi à nouveau condamné à cinq ans de prison pour la distribution de tract, verdict inattendu qui provoque déception et malaise. Le Monde devient critique, mais seulement sur la forme: "à Toulon Henri Martin était apparu simple, franc et sympathique. Est-ce aujourd'hui forfanterie ? S'est-il laissé prendre au jeu qui a fait de lui un porte-parole et un modèle ? On dirait qu'Henri Martin commence à se prendre pour Henri Martin. Sa fierté est devenue guindée". Jusque-là avait été mis en avant son physique, son passé, pour suggérer que cela suffirait à apaiser, par un verdict clément, comme dans les précédentes affaires impliquant des communistes, celle de Marthe Malingreau, condamnée à du sursis le 9 mars 1951, et celle du maire de Montataire Marcel Cohen, révoqué le 26 avril 1951 par le préfet, tous deux pour délit d'opinion alléguée. La première contestait les propos du 18 novembre 1951 à l'occasion de l'envol de colis, qu'on lui avait attribués plusieurs semaines plus tard, et le second des propos remontant eux au 1er novembre, qu'on lui avait attribués plusieurs mois plus tard.

### Mai-juin 1952, le "complot des pigeons" et "complot de Toulon"
Selon l'enquête de Peter Lang dans les années 2000, "l'affaire de la baronne rouge, comme la surnommait certains journaux populistes, vint suppléer l'affaire des pigeons", en "amusant quelques-uns" même si elle  "indigna beaucoup". Une "baronne rouge", incarcérée pendant deux mois, est présentée comme au centre de l'affaire du "complot de Toulon", qui démarre quelques jours après les arrestations du jour de la manifestation contre le général Ridgway du 28 mai 1952, sur laquelle enquête la Justice, avant d'opter pour un  non-lieu l'année suivante.
Le 3 juin 1952, une perquisition à la fédération communiste du Var permet de trouver des documents. La presse évoque la découverte d’un dépôt d’armes et de munitions, de plans de défense du port militaire, de rapports sur les expériences d’écoutes sous-marines et sur les engins téléguidés, de renseignement concernant le moral et les mouvements de troupes vers la guerre d'Indochine. Le feuilleton continue le 7 juin: vague de perquisition à la CGT, afin d'"étoffer les dossiers" par "l’exhumation" de "vestiges" de "documents souvent dépassés ou sans réelle valeur militaire", afin d'inspirer "les journalistes pressés de dévoiler les secrets de « l’espionnage soviétique en France ».
La suite de l'enquête est effectuée par la DST qui informe fin juin des arrestations d'un jardinier et d'Erika de Behr, la "baronne rouge", qui ont porté à quinze le nombre d'appréhendés dans le "complot de Toulon", dont cinq mandats d'amener contre des dirigeants PCF et CGT "en fuite" n'ont pu être exécutés,,. Entretenant de fréquentes relations avec le consul polonais dans le Var, Eric de Behr est souupçonnée d'être "la plaque tournante d'une filière de renseignements". La presse est informée qu'un réseau d'espionnage  à l'arsenal de Toulon  "a été monté par l'intermédiaire du parti communiste" et que cette mystérieuse "baronne de Behr", sur sa villa du Lavandou, aurait pris des croquis, en faisant de "nombreuses excursions dans la région pour observer les essais de projectiles" ou en "passant ses loisirs à peindre" des "rampes de lancement pour engins téléguidés", construites par la marine nationale dans l'île du Levant.
Secrétaire de la section PCF du Lavandou et militante active de l'Union des Femmes Françaises 
, Eric de Behr était en fait la secrétaire et veuve de l'écrivain Rheinhardt, figure centrale de l'expressionnisme littéraire viennois" et rédacteur en chef de la revue expressionniste Daimon, installé au Lavandou depuis 1928. Après la prise du pouvoir par les nazis en Allemagne en 1933, de nombreux exilés viennent y vivre avec lui, dont Golo Mann , Alfred Kantorowicz et Bodo Uhse, et où il cofonde la Ligue pour l'Autriche intellectuelle. Parmi la vingtaine d'autre autrichiens du lieu, le Dr Julius Munk, futur résistant FTP. Obtenant en 1943 un visa pour les États-Unis, renonça à l'utiliser car Erica de Behr, apatride, n'a qu'un passeport Nansen. Alors qu'il devait quitter la France dans sous-marin anglais venant toutes les semaines dans la calanque d'En-Vau, s’approvisionner en eau de source, il fut le 28 avril 1943, arrêté par les Italiens pour participation à la Résistance française, plusieurs fois torturé puis déporté le 2 juillet 1944  à Dachau où il mourut,Son journal, récupéré par Erica de Behr, fut publié qu'en 2003, par Dominique Lassaigne, chercheuse au CNRS. Les anciens du Lavandou affirment avec certitude que le couple a pendant la guerre transmis aux Anglais des plans des champs de mines et des forts militaires de la côte et leur villa sera inspectée par une personne venant d'Angleterre, à la mort d'Erika de Beh en 1957, peu après sa visite à Dachau en mars 1957. Pour tenter de survivre après la guerre, la veuve travaillait comme femme de ménage dans l'unique hôtel de l'île du Levant, en face du Lavandou. Elle aurait rencontré le consul polonais, mais la Croix Rouge polonaise a un centre d’hébergement dans le village. Ces seules traces réelles des enquêteurs ne suffisant guère, elle sort de prison après deux mois.
Au cours des différents rebondissement de ce "complot de Toulon", la stratégie des militants PCF est de nier l'appartenance au Parti et le procureur transmet alors tous les jours au ministère un compte-rendu détaillé de l'enquête, avec tous les documents, même ceux couverts par le secret de l'instruction, renouant avec la politique de "centralisation" des années 1920 dans les affaires impliquant le PCF, ce qui transforme les enquêteurs en simple exécutants du ministère. À l'automne sont annoncés "deux faits nouveaux dans le complot de Toulon", le rejet de la troisième demande de mise en liberté provisoire du  seul inculpé encore incarcéré, Émile Deyris, le vérificateur-radio employé au laboratoire de la marine nationale à Toulon et la mise à la retraite, à la date du 1er septembre, du  juge d'instruction près le tribunal maritime de Toulon, qui avait écrit au juge d'instruction Roth qu'il n'y avait pas lieu de retenir contre Deyris le délit d'atteinte à la sûreté de l'État. Le ministère dément une sanction pour avoir transmis la lettre aux journaux communistes.

### Demande en grâce de l'été 1952
Selon les archives de presse compilées par les historiens, la pièce de théâtre "Drame à Toulon" devient en 1952 le centre de la campagne en faveur du détenu et surtout l'une des actions les plus efficaces dans la lutte contre la guerre d'Indochine, une cinquantaine de jeunes troupes amateurs différentes l'ayant jouée. Une version allégée, publiée par les Editions de l'Avant-garde, facilite l'apprentissage du texte mais aussi le démontage des tréteaux, pour les déplacent d'un lieu à l'autre, en prévenant les spectateurs par bouche à oreille afin d'échapper aux interdictions et aux policiers. C'est l'été 1952 qui montre la période de plus forte mobilisation, l'affaire prenant en plus une dimension familiale lors des demandes de grâce du détenu au président de la République Vincent Auriol.
Lors du procès, l'accusation avait contesté sa valeur de témoin de'Henri Martin sur ce qu'il a vu en Indochine, en produisant ses lettres à sa famille ne contenant pas de récit d'atrocités. C'est sa mère qui signe la demande de grâce du détenu et la réponse du président de la République Vincent Auriol est contestée car il y reprend la propagande de l'accusation, deux ans après la fin des grèves de dockers
:

« encore plus douloureuses sont les angoisses des mamans de nos soldats d’Indochine, dont les appels à l’indiscipline comme ceux de votre garçon compromettent le ravitaillement et mettent en péril la vie »

C'est le père du détenu qui répond, en mettant en cause le quotidien L'Aurore, détenu par Marcel Boussac:

« Vous accusez aussi notre Henri à cause de son action d’avoir compromis le ravitaillement du corps expéditionnaire et d’avoir mis en danger la vie des soldats. Quand des journaux comme L'Aurore traitent mon fils de saboteur et s’acharnent lâchement sur un garçon au bagne, je m’en indigne, mais je ne m’en étonne pas. Mais, que vous, une personnalité officielle et si haut placée, vous écriviez à ma femme une chose pareille, ça n’est pas compréhensible. Vous savez bien, Monsieur le Président, que les tracts de mon fils n’ont pas nui aux soldats d’Indochine »

André Marty en dévoile l'échange dans L’Humanité du 22 juillet 1952, qui constate que le gouvernement vient d'être désavoué par la Justice dans un autre dossier, celui de l'emprisonnement dedirigeants communistes, où "après Jacques Duclos, André Stil est libéré. Il fustige "une réponse à une demande vieille de huit mois" qui vise uniquement à "frapper au cœur la Maman Martin, puisque le fils ne veut pas se renier.
Les manifestants vont alors demander aussi la grâce de Jeanne Bergé, 32 ans, détenue à Marseille, accusée d'avoir voulu imprimer au Vietnam un journal clandestin favorable à Ho Chi Minh et condamnée le 31 décembre 1951 à 20 ans de travaux forcés par le tribunal militaire de Saïgon. Ils visent alors la demeure d'Auriol à Muret, seuls quelques isolés parvenant aux abords d'où ils sont refoulés par la police puis regagnent Toulouse sans incident notable et la prison des Baumettes où est détenue depuis six mois Jeanne Bergé, soupçonnée d'être en lien avec un réseau de collaboration avec le Viet Minh et en contact avec Georges Boudarel. Le Parti Communiste constitue en faveur de Jeanne Bergé des comités de défense, mais selon l'historien Alain Ruscio, malgré plusieurs déclarations d’intention, « il n’y a pas eu réellement de mobilisation massive des militants et sympathisants communistes » pour elle, son cas étant moins exemplaire que celui d'Henri Martin.
Le requêtes à Vincent Auriol pour la grâce d'Henri Martin s'indignent qu'il soit toujours en prison, lui l'ancien résistant, qui fut accusé par un ex-volontaire de la Kriegsmarine. Charles Heimburger écrit alors lui aussi à l'été 1952 au Président de la République pour renoncer à sa demande de libération conditionnelle, car des prisonniers de guerre japonais considérés comme criminels de guerre ont obtenu la leur.

### Réticences des intellectuels à l'automne 1952
Le pasteur protestant suisse Roland de Pury se rallie en faveur d'Henri Martin, tout en soulignant aux militants du PCF que les "grands procès de l'Est" restent un "problème très grave", provoquant chez des débats et le soutien à  Roland de Pury de Louis de Villefosse, pilier de la campagne pour Henri Martin. Ce dernier constate alors "la réprobation que le communisme suscitait chez certains grands intellectuels alternativement récusés et sollicités".
Reçu à la-novembre 1952, l'écrivain Albert Camus, tient un discours proche. Il accepte d'écrire en faveur d'Henri Martin, mais uniquement dans le journal Franc-Tireurs, opposé au PCF. Le poète et écrivain André Breton principal animateur et théoricien du surréalisme, lui, refuse car vient de se dérouler le procès Slansky, du 20 novembre 1952 au 27 novembre 1952s.
Le retard de l'engagement des intellectuels s'explique par « le fait que l’affaire Henri Martin était l’objet d’une campagne orchestrée par le parti communiste », d’où une certaine défiances. À l'été 2023, le catholique François Mauriac était prêt à faire un édito dans Le Figaro quand on l’a libéré.

### Libération d'Henri Martin et livre de Sartre
La libération d'Henri Martin, le 1er août 1953 est décidée par surprise, par une grâce du président Auriol, à laquelle plus personne ne s'attendait, un mois et demi après la publication du livre de la journaliste. Celui de Sartre est publié en octobre et demande cette fois la réhabilitation du gracié. Sartre y attaque les médias. "La bonne presse nous avait présenté [Henri] sous les traits d’un antimilitariste profitant d’une guerre impopulaire pour désorganiser la « défense nationale »", écrit-il. Selon lui, elle joue de la peur: "les Chinois et les Russes vont se jeter sur l’armée française et l’anéantir, les Vietnamiens ont l’habitude de châtrer les parachutistes.
Il critique aussi dans ce livre la posture du président Auriol de l'été 1952: "nous demandons justice et l’on nous répond que Martin sera gracié si le Parti communiste cesse sa campagne de presse. Sommes-nous tombés si bas ?".

## Analyses et suites

### Réplique de l'affaire Dreyfus
Selon l'historien Philippe Robrieux, l'affaire prend au PCF des proportions proches de l'affaire Dreyfus.

### Les trois temps de la campagne
Selon Axelle Brodiez-Dolino, chercheuse en histoire travaillant pour le CNRS, trois grandes périodes ont dominé l'affaire, dans sa dimension campagne d'opinion :
- De mars à octobre 1950, la campagne est « balbutiante »[4].
- D'octobre 1950 à septembre 1952, André Marty « prend l’ensemble des leviers en main » et impose les comités spécifiques, « au service de l’action de masse et de l’ouverture »[4].
- D’octobre 1952 à août 1953, la chute d’André Marty, victime d'une purge au PCF qui se préparait depuis 1951, « provoque en contrecoup un recentrage », au profit du seul Secours populaire, désormais seul à poursuivre la campagne[4].

### Rôle du capitaine de Villefosse
Dans ses mémoires publiées en 1962, Louis de Villefosse, qui avait déposé en octobre 1950 devant le tribunal militaire en faveur d'Henri Martin regrettera comme « une erreur humiliante » une autre déposition qu'il fit au cours de cette même année 1950, pour affirmer que le régime concentrationnaire n'existait pas en URSS. Il expliquera n'avoir exprimé des doutes que trop tard, en consignant dans un rapport confidentiel que l'organisation de son voyage en URSS de 1952 « a tendu de façon constante et systématique à nous priver de ces contacts humains directs, à nous isoler de ce qui n'était pas officiel, à nous entourer d'un écran de prudence excessive, pour ne pas dire de méfiance », avant de rester un « compagnon de route du PCF » jusqu'en 1956, année où il écrit au Conseil national des écrivains une protestation contre l'intervention des troupes soviétiques en Hongrie.

### Conséquences
En novembre 1953, un rapport des Renseignements généraux signale que, dans le Pas-de-Calais, la guerre d'Indochine est devenue depuis quelque temps assez insupportable aux habitants.

## Chronologie
- Novembre 1946 : Henri Martin témoin du bombardement de Haïphong
- À partir de 1949 : distribution de tracts témoignant contre la guerre d'Indochine par Henri Martin
- 13 mars 1950 : arrestation d'Henri Martin
- Octobre 1950 : 1er jugement d'Henri Martin
- 20 octobre 1950 : 1er numéro spécial, « Henri Martin, marin de France » dans la revue Regards
- Janvier 1951 : création d'un comité de soutien national à Henri Martin
- Début 1951 : Jean-Paul Sartre approché pour écrire la pièce
- Printemps 1951 : écriture de la pièce
- Juin 1951 : la pièce jouée pour la première fois à Paris
- Juillet 1951 : 2e jugement d'Henri Martin ; la pièce interdite à Paris
- Novembre 1951 : la pièce interdite dans le Pas-de-Calais
- 30 novembre 1951 : Henri Martin épouse Simone, qu’il devait épouser le 13 mai 1950
- Mars 1952 : lettre d'une des associations d'anciens combattants
- Mai 1952 : manifestations contre la pièce ; pièce interdite dans le Jura et en Lorraine
- Septembre 1952 : fin des représentations de la pièce
- Juin 1953 : publication du livre d'Hélène Parmelin
- 2 août 1953 : publication du livre coordonné par Jean-Paul Sartre ; libération d'Henri Martin

## Dans la culture populaire

### Théâtre de rue
La pièce Drame à Toulon - Henri Martin de Claude Martin et Henri Delmas relate la vie et le procès du militant. Charles Denner, René-Louis Lafforgue, José Valverde, Paul Préboist et Antoine Vitez sont quelques-uns des nombreux comédiens de la troupe Les Pavés de Paris qui l'interprètent. Le Secours populaire français, qui soutient la campagne pour la libération d’Henri Martin, finance les frais des déplacements et la rémunération des acteurs. Les représentations sont interdites par plusieurs préfets et maires. Mais la censure est souvent déjouée et la pièce est jouée plus de trois cents fois.
En novembre 1951, le préfet de Police donne l'ordre de décrocher au Salon d'Automne sept tableaux dont un baptisé Henri Martin. Ces œuvres sont jugées offensantes pour le sentiment national et indignes d'être exposées dans un bâtiment appartenant à l'État.

### Filmographie
- D'autres sont seuls au monde de Raymond Vogel et René Vautier, sorti en 1953 ; raconte le mouvement de soutien et montre des représentations[50].
- Interview d’un militant de Pantin, documentaire DVD (48 min) de 2008 (interview janvier/février 2007), réalisé par Raymond Mourlon[53].

### Poésie
Jacques Prévert publie pour la première fois son poème, Prévert pose une question, dans l'ouvrage collectif préfacé par Jean-Paul Sartre et consacré à Henri Martin, sorti en octobre 1953. Le poème  deviendra ensuite Entendez-vous, gens du Vietnam, repris dans son recueil de 1955,.

« Dans de merveilleux décors
tombaient les pauvres figurants de la mort.
Seuls les gens du trafic des piastres
criaient bis et applaudissaient. »

Entre-temps, Boris Vian écrit en février 1954 Le Déserteur, chantée pour la première fois par Mouloudji au Théâtre de l’Œuvre, à Paris, le 7 mai 1954. « L'entendant dans l’émission radiodiffusée de Paris-Inter du lundi 11 octobre 1954, vers 13 h 20 », Paul Faber, conseiller municipal de Paris, y voit une injure à tous les anciens combattant et obtient du préfet qu'il l'interdise.

### Littérature
- Hélène Parmelin consacre à l'affaire le livre de témoignage Matricule 2078, sorti en juin 1953, qui vire parfois au romanesque[50], alors qu'Henri Martin est en prison depuis plus de trois ans.

#### Ouvrages
- Hervé Bazin, Marc Beigbeder, Jean-Marie Domenach, Francis Jeanson, Michel Leiris, Jacques Madaule, Marcel Mer, Jean Painlevé, Roger Pinto, Jacques Prévert, Roland de Pury, J.H. Roy, Vercors et Louis de Villefosse (préf. Jean-Paul Sartre), L'Affaire Henri Martin (collectif), Paris, Gallimard, coll. « NRF / Hors série Connaissance », 29 octobre 1953, 296 p. (ISBN 2-07-024836-4, présentation en ligne).
- Jacques Doyon, Les Soldats Blancs d'Hô Chî Minh, Fayard, 1973.
- François Dosse, « L'affaire Henri Martin », dans La Saga des intellectuels français : à l'épreuve de l'histoire (1944-1968), Paris, éditions Gallimard, coll. « La Suite des Temps » (no 1), 2018, 624 p. (ISBN 9782072671845, lire en ligne).

#### Articles
- Philippe Meunier, « L'Affaire Henri Martin », L'Humanité,‎ 16 août 1990 (lire en ligne, consulté le 19 novembre 2018).
- Philippe Roger, « La guerre froide sur le littoral du Pas-de-Calais : l'interdiction des représentations de Drame à Toulon à Calais en décembre 1951 », Revue du Nord, vol. 2012/1, no 394,‎ 2012, p. 187-197 (lire en ligne, consulté le 19 novembre 2018).
- Louis de Villefosse, « Note sur l'affaire Henri Martin », Esprit, no 1, janvier 1952, p. 58-63.
- Jean-Marie Domenach, « Refus de conscience et sabotage », Esprit, no 1, janvier 1952, p. 63-65.

### Documentaire
- La Grande Histoire (France 5), « Les Martin, leur histoire est la nôtre », sur france5.fr.